# 莿桐林家
日治時期南臺灣望族，家族以經營糖部出身，成為鉅富。家族中，以鷹取田一郎所著《臺灣列紳傳》所載之林本，為林家三房子孫，人稱「莿桐一隻虎」、「莿桐恩主公」，開發雲林縣莿桐鄉、東勢鄉全境最有名。

## 歷史
莿桐林家祖籍為今日之福建省詔安縣四都鎮西張村。乾隆年間，西張林家第14代的林坪（有些版本又作「林平」，大房）、林堂（二房）與林串（三房）兄弟三人渡海來台。黃怡菁（2013）研究顯示，兄弟在落腳於甘厝莊以後，三房之林串為了靠近拓墾的土地而遷移至莿桐巷、後又於道光年間搬到埔子莊時，當時所開拓的田園便是以種植甘蔗為主。到了林串之孫第16世的林良時，便善用自耕蔗園優勢在埔子莊創立舊式糖廍，獲利甚豐，而漸成巨富，且成立「林漳盛」行號。
- 林本：為林良之子。生於光緒3年（1877）9月27日，卒於1931年。
  - 1898年（明治31年）擔任保正。
  - 1902年：11月擔任莿桐巷區長。
  - 1912年（大正元年）：八月獲授佩紳章。
  - 1920年：斗六郡莿桐庄協議會員
  - 1925年：獲授大禮紀念章。
  - 1926年：逐漸賣掉莿桐街（今中山路街區）之約五百甲土地，1926年自臺灣拓殖會社購得東勢厝農場一千四百甲。

## 信仰
玄天上帝（林姓族人稱之為「帝爺公」）為林家所供奉之原鄉神明。